# Vienna Open 1994
Il Vienna Open 1994, noto anche come Bank Austria Tennis Trophy per motivi di sponsorizzazione, è stato un torneo di tennis giocato sul sintetico indoor della Wiener Stadthalle di Vienna in Austria. È stata la 20ª edizione del torneo, faceva parte della categoria ATP World Series nell'ambito dell'ATP Tour 1994 e si è giocato dal 17 al 24 ottobre 1994.

## Campioni

### Singolare maschile
Andre Agassi ha battuto in finale  Michael Stich con il punteggio di 7–6(4), 4–6, 6–2, 6–3.

### Doppio maschile
Mike Bauer /  David Rikl hanno battuto in finale  Alex Antonitsch /  Greg Rusedski con il punteggio di 7–6, 6–4.